# A Xan
A Xan là một xã thuộc huyện Tây Giang, tỉnh Quảng Nam, Việt Nam.
Xã A Xan có diện tích 79,40 km², dân số năm 2019 là 2.222 người, mật độ dân số đạt 28 người/km².